# Sheping (ort i Kina, Jiangxi Sheng, lat 27,19, long 116,91)
Sheping är en ort i Kina. Den ligger i provinsen Jiangxi, i den sydöstra delen av landet, omkring 190 kilometer sydost om provinshuvudstaden Nanchang. Antalet invånare är 7 666. Befolkningen består av 3 609 kvinnor och 4 057 män. Barn under 15 år utgör 18,0 %, vuxna 15-64 år 73 %, och äldre över 65 år 8,0 %.
Runt Sheping är det ganska tätbefolkat, med 116 invånare per kvadratkilometer. Närmaste större samhälle är Tanxi, 11,4 km norr om Sheping. I omgivningarna runt Sheping växer i huvudsak blandskog.
Genomsnittlig årsnederbörd är 2 454 millimeter. Den regnigaste månaden är juni, med i genomsnitt 431 mm nederbörd, och den torraste är oktober, med 19 mm nederbörd.